# Wapen van Vierlingsbeek

Wapen van Vierlingsbeek

Het wapen van Vierlingsbeek werd op 16 juli 1817 bevestigd door de Hoge Raad van Adel aan de Noord-Brabantse gemeente Vierlingsbeek. Per 1998 ging Vierlingsbeek op in gemeente Boxmeer. Het gemeentewapen kwam daardoor te vervallen..

## Blazoenering
De blazoenering van het wapen luidde als volgt:
Parti; het eerste van goud, beladen met St. Laurens van lazuur; het tweede mede van goud, beladen met twee fascen, en verzeld van acht meerlen, staande drie, twee en drie, alles van sabel.
De heraldische kleuren zijn goud (goud of geel), lazuur (blauw) en sabel (zwart). In het register van de Hoge Raad van Adel zelf wordt geen beschrijving gegeven, alleen een afbeelding.

## Geschiedenis
Het gemeentewapen is een combinatie van de afbeelding van de patroonheilige, de heilige Laurentius van Rome, en het wapen van Land van Cuijk, wat op haar beurt afgeleid is van het wapen van het geslacht Van Cuijk. In de Middeleeuwen behoorde Vierlingsbeek tot het overambt van het Land van Cuijk. Het wapen kent een oorsprong vanaf de 15e eeuw, toen het als schependomszegel werd gebruikt.

## Verwante wapens

Wapen van Land van Cuijk

Aalburg
· Aalst
· Aarle-Rixtel
· Alem 
· Alem, Maren en Kessel
· Almkerk
· Alphen en Riel
· Andel
· Baardwijk
· Bakel en Milheeze
· Beek en Donk
· Beers
· Berghem
· Berkel-Enschot
· Berlicum
· Besoyen
· Beugen en Rijkevoort
· Bladel en Netersel
· Bokhoven
· Borkel en Schaft
· Boxmeer
· Budel
· Capelle
· Chaam
· Cromvoirt
· Cuijk
· Cuijk en Sint Agatha
· De Werken en Sleeuwijk
· Den Dungen
· Deurne en Liessel
· Dieden, Demen en Langel
· Diessen
· Dinteloord (en Prinsenland)
· Dinther
· Dommelen
· Drongelen, Haagoort, Gansoijen en Doeveren
· Drunen
· Duizel en Steensel
· Dussen
· Eersel
· Eethen
· Emmikhoven en Waardhuizen
· Empel en Meerwijk
· Engelen
· Erp
· Esch
· Escharen
· Fijnaart en Heijningen
· Gassel
· Geffen
· Geldrop
· Gemert
· Genderen
· Gestel en Blaarthem
· Giessen
· Ginneken en Bavel
· Grave
· 's Gravenmoer
· Haaren 
· Halsteren
· Haps
· Haren en Macharen
· Hedikhuizen
· Heesch
· Heeswijk
· Heeswijk-Dinther
· Heeze
· Helvoirt
· Herpt
· Hoeven
· Hooge en Lage Mierde
· Hooge en Lage Zwaluwe
· Hoogeloon, Hapert en Casteren
· Huijbergen
· Kessel
· Klundert
· Landerd
· Leende
· Liempde
· Lierop
· Lieshout
· Linden
· Lith
· Luyksgestel
· Maarheeze
· Maasdonk
· Maashees en Overloon
· Made en Drimmelen
· Maren
· Meeuwen
· Megen, Haren en Macharen
· Mierlo
· Mill en Sint Hubert
· Moergestel
· Nederwetten en Eckart
· Nieuw-Ginneken
· Nieuw-Vossemeer
· Nieuwkuijk
· Nistelrode
· Nuenen en Gerwen
· Nuland
· Oeffelt
· Oerle
· Oijen en Teeffelen
· Oost-, West- en Middelbeers
· Oploo, Sint Anthonis en Ledeacker
· Ossendrecht
· Oud en Nieuw Gastel
· Oudenbosch
· Oudheusden
· Princenhage
· Prinsenbeek
· Putte
· Raamsdonk
· Ravenstein
· Reek
· Reusel
· Riethoven
· Rijsbergen
· Rijswijk
· Roosendaal en Nispen
· Rosmalen
· Sambeek
· Schaijk
· Schijndel
· Sint Anthonis
· Sint-Michielsgestel
· Sint-Oedenrode
· Soerendonk, Sterksel en Gastel
· Sprang
· Sprang-Capelle
· Standdaarbuiten
· Stiphout
· Stratum
· Strijp
· Terheijden
· Teteringen
· Tongelre
· Uden
· Udenhout
· Veen
· Veghel
· Veldhoven en Meerveldhoven
· Velp
· Vessem, Wintelre en Knegsel
· Vierlingsbeek
· Vlierden
· Vlijmen
· Vrijhoeve-Capelle
· Wanroij
· Waspik
· Werkendam
· Westerhoven
· Wijk en Aalburg
· Willemstad
· Woensel (en Eckart)
· Woudrichem
· Wouw
· Zeeland
· Zesgehuchten
· Zevenbergen